# Santiago Tlapanaloya
Santiago Tlapanaloya är en ort i Mexiko.   Den ligger i kommunen Tepeji del Río de Ocampo och delstaten Hidalgo, i den sydöstra delen av landet, 50 km norr om huvudstaden Mexico City. Santiago Tlapanaloya ligger 2 160 meter över havet och antalet invånare är 1 785.
Terrängen runt Santiago Tlapanaloya är kuperad österut, men västerut är den platt. Santiago Tlapanaloya ligger nere i en dal. Runt Santiago Tlapanaloya är det ganska tätbefolkat, med 155 invånare per kvadratkilometer. Närmaste större samhälle är Tepeji de Ocampo, 4,1 km norr om Santiago Tlapanaloya. I omgivningarna runt Santiago Tlapanaloya växer huvudsakligen savannskog.